# Gare de Plombières-les-Bains
Ne doit pas être confondu avec Gare de Plombières (Belgique).
La gare de Plombières-les-Bains était une gare ferroviaire française de la ligne d'Aillevillers à Plombières-les-Bains, située sur le territoire de la commune de Plombières-les-Bains, dans le département des Vosges en Lorraine.
Mise en service en 1878 par la Compagnie des chemins de fer de l'Est elle est définitivement fermée en 1978 par la Société nationale des chemins de fer français (SNCF). En 2001 l'ancien bâtiment voyageurs devient le « casino de Plombières ».

## Situation ferroviaire
Établie à 406 mètres d'altitude, la gare terminus de Plombières-les-Bains était située au point kilométrique (PK) 10,7 de la ligne d'Aillevillers à Plombières-les-Bains (déclassée et désaffectée), seules les haltes du Grand Fahys et de La Balance la séparaient de la gare d'origine d'Aillevillers (ouverte) située sur la ligne de Blainville - Damelevières à Lure.

## Histoire
Le nouveau chemin de fer est apprécié par les curistes pour rejoindre les stations thermales, dès 1852, ils prennent le train pour rejoindre Plombières, via la gare de Nancy où un service de voitures les attend. En 1863, c'est la nouvelle station d'« Aillevillers - Plombières » qui devient la gare la plus proche. La « gare de Plombières-les-bains » est mise en service le 14 juin 1878 par la Compagnie des chemins de fer de l'Est, lorsqu'elle ouvre à l'exploitation la courte antenne d'Aillevillers à Plombières. Les installations sont provisoires jusqu'à l'ouverture d'un important bâtiment voyageurs en 1880.

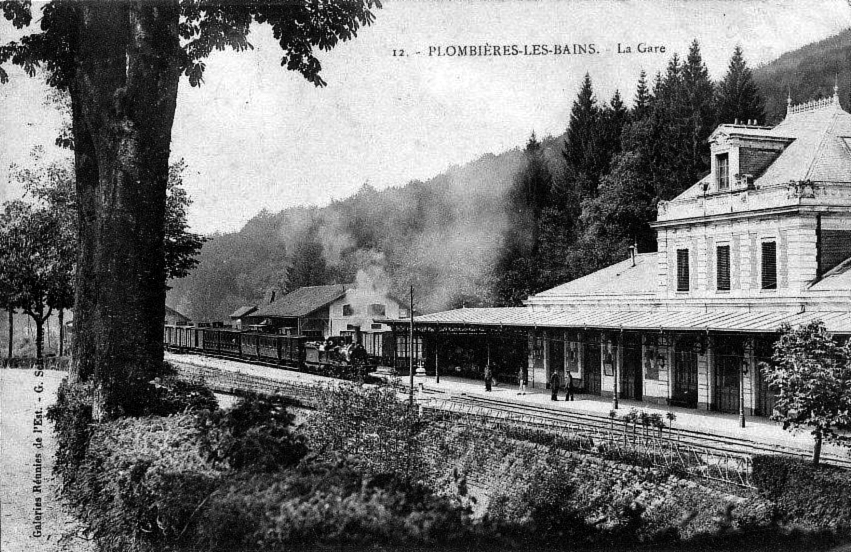
Intérieur de la gare vers 1900.

Identique à celui de la gare de Luxeuil-les-Bains, le bâtiment voyageurs, construit en alternance de briques rouges et de pierres de taille blanches pour les angles, comporte un corps central à trois ouvertures avec un étage et une toiture intégrant une horloge du côté de la place, deux ailes basses l'encadrent. Une marquise avec une charpente en fer couvre le quai. Gare terminus, elle dispose d'un quai central, une lampisterie et une halle à marchandises. Une remise pour une locomotive et un réservoir d'eau complètent l'ensemble.
En 1903, la Compagnie de l'Est publie un document promotionnel pour la saison thermale. Plombières est à 6 h 30 de Paris, le tarif est de 45 fr en première classe et de 30,40 fr en seconde.
Après la Seconde Guerre mondiale, la remise n'est plus utilisée en 1953 et le quai central est supprimé.
Le 3 avril 1977, la Société nationale des chemins de fer français (SNCF) ferme la ligne et la gare au trafic voyageurs ; les trains de marchandises disparaissent l'année suivante.
Le bâtiment voyageurs est restauré et réaménagé pour devenir le « Casino de Plombières » ouvert le 15 novembre 2001. Les concepteurs de cette réaffectation ont voulu conserver et rappeler l'ancienne gare des chemins de fer en laissant apparente l'ancienne structure métallique de la verrière qui protégeait le quai et en installant des rails et un wagon utilisé pour un service de restauration.

## Service des voyageurs
Gare fermée, la gare ouverte la plus proche est Aillevillers.